# Phare de Fort Gratiot

Le phare de Fort Gratiot (en anglais : Fort Gratiot Light), est un phare de la rive ouest du lac Huron, situé au nord de Fort Gratiot près de Port Huron dans le Comté de St. Clair, Michigan.
Ce phare est inscrit au Registre national des lieux historiques depuis le 30 juin 1976 sous le n° 76001975  et au Michigan State Historic Preservation Office.

## Historique
Ce phare a été construit en 1829 par Lucius Lyon (en), qui est devenu plus tard l'un des premiers sénateurs américains du Michigan. Il marque l'entrée de la rivière Sainte-Claire à partir du lac Huron (vers le sud) dans la partie sud du Michigan's Thumb. La lumière est toujours active et le terrain est une installation active de la Garde côtière, mais elle a récemment été remise au Port Huron Museum (en). Il s'agit du plus ancien phare survivant du Michigan. Il y a aussi une plage publique et un parc sur la propriété, connue sous le nom de Lighthouse Beach.
Avec l'achèvement du canal Érié, le trafic dans les Grands Lacs a augmenté de façon spectaculaire et l'entrée de la rivière Sainte-Claire était devenue un goulot d'étranglement. En 1823, le Congrès approuva la construction d'un phare dans le «Territoire du Michigan» près de Fort Gratiot. Le contrat de construction du phare et de la résidence du gardien a été attribué au capitaine Winslow Lewis du Massachusetts, l'inventeur de la Lewis lamp (en). Il a sous-traité la construction de la tour et de la maison du gardien à Daniel Warren of Rochester de New York. Celui-ci a été achevé le 2 avril 1825.
À l'origine, la tour ne mesurait que 9,80 m. En 1861, après deux ajouts, la tour a atteint sa hauteur actuelle de 25 m. Les lampes Lewis ont été retirées de Fort Gratiot en 1857 et la tour a été réaménagée avec une lentille de Fresnel de quatrième ordre, qui avait une intensité au moins quatre fois supérieure à celle des anciennes lampes Lewis. En 1874, une maison de gardien de duplex en briques est construite.
Comme la navigation sur le lac a continué d'augmenter considérablement au début de la seconde moitié du siècle, il a été déterminé que le phare de Fort Gratiot devait être amélioré. À cette fin, en 1862, le gouvernement a augmenté la hauteur de la tour à sa hauteur actuelle, et la lentille de Fresnel de quatrième ordre a été remplacé par une plus grande lentille de troisième ordre, montrant une lumière blanche fixe. La vieille lentille du quatrième ordre a été installée dans le phare de la rivière Saginaw.
Le bâtiment des signaux de brume a été ajouté en 1900 et une installation de la Garde côtière a été construite sur un terrain au sud du complexe en 1932. Les deux installations ont fusionné en 1939. Maintenant la lanterne est équipée d'une balise aérienne DCB-224 fabriquée par la société Carlisle & Finch (en).

### Statut actuel
En 2004, la station de la Garde côtière américaine de Port Huron a emménagé dans un nouveau quartier général adjacent au phare. Cette même année , le conseil municipal de Port Huron a demandé la propriété de la lumière en vertu de la National Historic Lighthouse Preservation Act of 2000 (LNHPA) et en octobre 2005, cette demande a été approuvée par le National Park Service. Le transfert de propriété a été suspendu en attendant le nettoyage des matières dangereuses par la Garde côtière.
La Garde côtière a fermé le phare aux visiteurs en août 2008 en raison de la détérioration de la maçonnerie et de la chute de débris. Une évaluation structurelle et des réparations durent avoir lieu avant que la tour ne puisse rouvrir au public. En 2009, ces plans ont été mis en péril, lorsque le conseil municipal a rejeté un acte proposé par le gouvernement fédéral parce qu'il trouvait les exigences financières trop lourdes.Le département des parcs et loisirs du comté de St. Clair a repris le phare et le terrain en septembre 2010 et a rouvert les visites guidées du phare à l'été 2012.
Le parc est ouvert tous les jours de 7h00 à 22h00. L'entrée au parc est gratuite. Les billets d'entrée sont vendus dans la boutique de cadeaux pour des visites de la station et de la tour.

## Description
Le phare  est une tour conique en brique, avec double galerie et lanterne, de 26 m de haut, attachée à un petit local technique. Le bâtiment est peint en blanc et le toit de la lanterne est rouge. Il émet, à une hauteur focale de 25 m, un flash vert par période de 6 secondes. Sa portée est de 18 milles nautiques (environ 33 km) .
Identifiant : ARLHS : USA-291 ; USCG :  7-10015 .

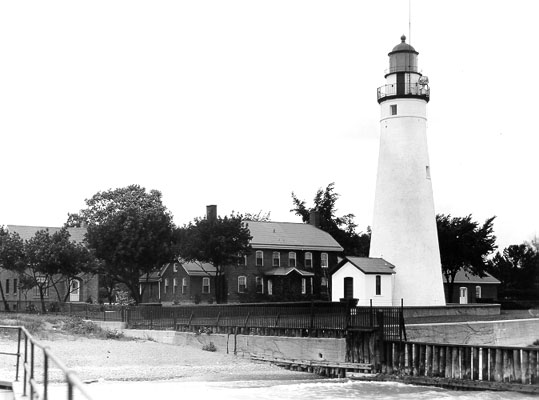
Le phare (photo USCG)
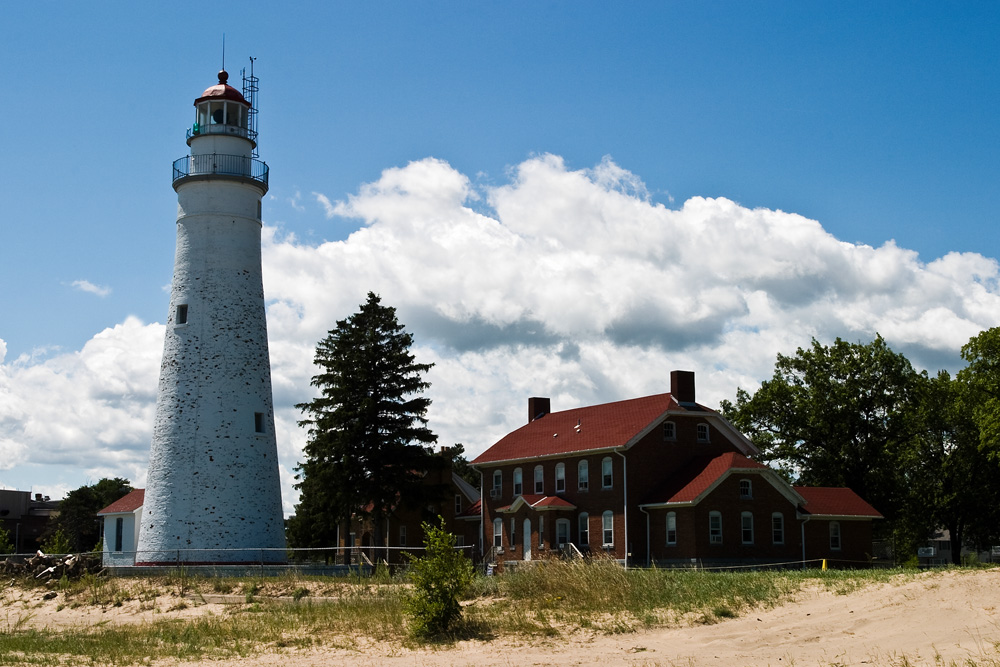
Le phare en 2004
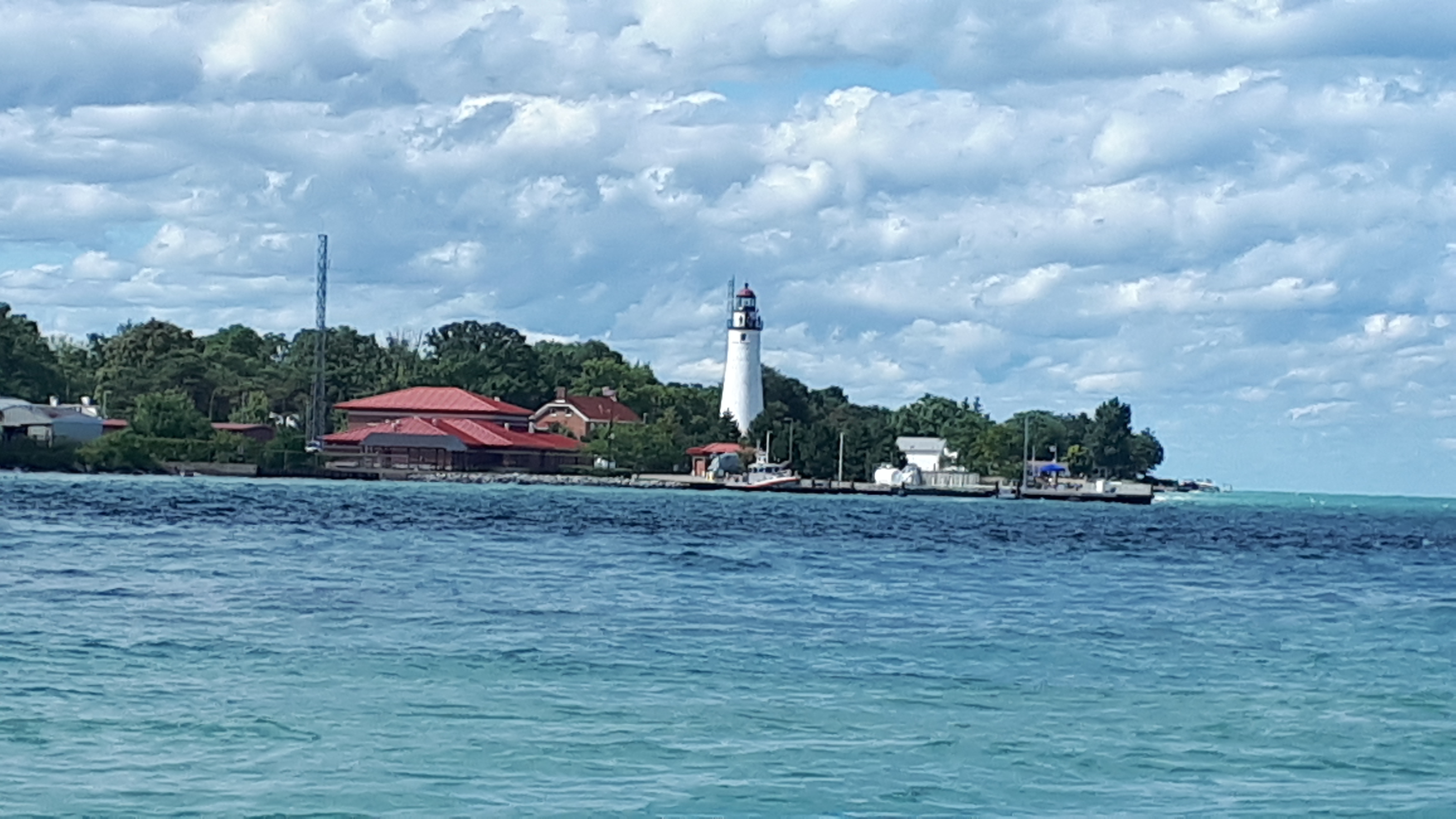
Le phare actuellement

### Lien connexe
- Liste des phares au Michigan